# Regno di Bosnia
Il Regno di Bosnia è stato uno stato feudale nato in seguito all'elevazione a regno del Banato di Bosnia.
Il Regno nacque ufficialmente il 26 ottobre 1377 (l'onomastico di San Demetrio da Tessalonica) con l'incoronazione di Stefano Tvrtko I Kotromanić, che avvenne sulla tomba di San Sava, nel monastero di Mileševa. Appena prima dell'incoronazione, il re pronunciò il seguente discorso, dando anche una definizione dei confini del suo regno:
Nel corso di quasi un secolo di esistenza, il Regno di Bosnia conobbe un periodo di splendore solamente sotto la guida del suo primo sovrano. Dopo la morte di quest'ultimo scoppiò una guerra civile che coinvolse i membri della famiglia reale e i nobili del regno. In questo contesto si inserirono anche il Regno d'Ungheria e l'Impero ottomano, cercando di espandere la propria influenza nella regione. Nonostante gli ultimi sovrani si convertirono al Cattolicesimo, nel regno ufficialmente si seguiva il culto della Chiesa bosniaca. A causa di quest'ultima, i contatti culturali con la vicina Serbia di religione ortodossa furono limitati ed ancor più gravi furono le continue guerre di religione con la vicina Ungheria: infatti tanto la Chiesa cattolica quanto quella ortodossa consideravano eretica la Chiesa bosniaca. Il regno cessò di esistere con l'arrivo degli ottomani in Europa.

## Storia
Durante il governo di Stefano II (bano dal 1322 al 1353) e successivamente quello di Tvrtko I (bano dal 1353 al 1377, re dal 1377 al 1391), il Banato di Bosnia conobbe un periodo di espansione e rafforzamento del proprio potere, riuscendo ad elevarsi a Regno. Tuttavia dopo la morte del suo primo re il nuovo regno cominciò a indebolirsi. 
Per tutta la prima metà del XV secolo, infatti, nel Regno di Bosnia si susseguirono continue guerre tra il re, i nobili, l'Ungheria e gli Ottomani. Questi conflitti misero il regno in condizione di vassallaggio, ora verso il regno d'Ungheria ora verso gli Ottomani, e talvolta verso entrambi contemporaneamente.
Dall'interno cominciarono a minarlo le potenti famiglie feudali dei Kosače (Zaclumia), dei Pavlović (Bosnia orientale) e dei Vukčić (Bosnia occidentale). Dall'esterno il regno fu invece esposto al costante attacco da parte del Regno d'Ungheria, dapprima contro i bogomili (i seguaci di una setta della chiesa Bosniaca, considerati eretici sia dai Cattolici che dagli Ortodossi)  e successivamente, a partire dal 1395, per motivi politici. In particolare si parla anche del mancato rispetto del trattato di Đakovo il quale sanciva che, alla morte di Stefano Dabisa, il regno avrebbe dovuto essere ereditato dal sovrano Sigismondo di Lussemburgo. Inoltre, sempre a partire dai primi decenni del XV secolo, gli Ottomani, per espandersi, intervennero nella regione favorendo le lotte interne.
Nel 1448 i conflitti fra i re ed i nobili portarono alla separazione della parte meridionale del regno (Erzegovina) che si diede un governo sotto forma di ducato dando origine al ducato di San Sava. Gli ultimi sovrani del regno Bosniaco tentarono, convertendosi al Cattolicesimo,  di cercare il supporto del Papa contro gli Ottomani e di cessare  i conflitti sorti con l'Ungheria. Ciò non raggiunse però i risultati sperati ed alla fine il regno venne rapidamente conquistato dagli Ottomani e l'ultimo sovrano di Bosnia ucciso da questi su ordine di Maometto II. 

## Re di Bosnia
| Sovrano             | Inizio del regno | Termine del regno | Casata     |
| ------------------- | ---------------- | ----------------- | ---------- |
| Tvrtko I            | 26 ottobre 1377  | 10 marzo 1391     | Kotromanić |
| Stefano Dabiša      | 10 marzo 1391    | 8 settembre 1395  | Kotromanić |
| Elena Gruba         | 8 settembre 1395 | 1398              | Nikolić    |
| Stefano Ostoja      | 1398             | 1404              | Kotromanić |
| Tvrtko II di Bosnia | 1404             | 1409              | Kotromanić |
| Stefano Ostoja      | 1409             | 1418              | Kotromanić |
| Stefano Ostojić     | 1418             | 1421              | Kotromanić |
| Tvrtko II           | 1421             | novembre 1443     | Kotromanić |
| Stefano Tommaso     | 1443             | 10 luglio 1461    | Kotromanić |
| Stefano Tomašević   | 10 luglio 1461   | 5 giugno 1463     | Kotromanić |